# Konverze (marketing)
Konverze na internetu označuje situaci, kdy návštěvník webových stránek vykoná provozovatelem žádanou akci, jež má pro něj zejména obchodní užitek. Konverze je tak jedním z nástrojů internetového marketingu. Statistická pravděpodobnost, že se z návštěvníka stránky stane zákazník, se označuje jako konverzní poměr (angl. conversion rate), příp. míra konverze.

## Typy konverzí
Podle toho, co provozovatel stránek potřebuje, a co návštěvník stránek udělá, se dají rozlišovat různé typy konverzí:
- objednávka zboží, rezervace služeb,
- odeslání poptávky, kontaktování obchodníka,
- registrace do nějakého systému,
- přihlášení k odběru newsletteru,
- přihlášení se jako fanoušek facebookové stránky nebo sledování na Twitteru,
- pouhé zhlédnutí stránky (kvůli reklamě počítané za zobrazení),
- kliknutí na odkaz (například affiliate odkaz),
- použití funkce, která vyjadřuje zájem uživatele (doporučení známému, vyplnění dotazníku/ankety, porovnání zboží, hlídací pes apod.)

O jakou konverzi provozovatel usiluje záleží zejména na jeho webových stránkách a na tom, co je cílem těchto webových stránek. Konverzí si lze stanovit samozřejmě několik. Nejčastěji se operuje s objednávkou či nákupem zboží, protože taková akce má pro provozovatele na rozdíl od ostatních typů akcí zpravidla vyšší cenu. Ale i u ostatních typů konverzí se dá určit tak zvaná cena konverze. Cena konverze je částka (i odhadnutá), kterou provozovatel stránek konverzí získá.

## Konverzní trychtýř
Celá cesta návštěvníka k dokončení konverze bývá graficky zobrazována jako trychtýř. To proto, že celkový počet uživatelů procházejících jednotlivými fázemi se stále snižuje. Každý krok znamená nějakou akci a při každé akci nějaká část návštěvníků konverzi přeruší. Lze si představit např. situaci, kdy na domovské webové stránce je umístěna grafická reklama na nějaký produkt. Kroky, které musí návštěvník vykonat, mohou vypadat například takto:
1. kliknout na reklamu produktu,
2. kliknout na tlačítko „zakoupit“,
3. doplnit údaje – číslo kreditní karty a adresu pro zaslání,
4. zkontrolovat a potvrdit objednávku.

Při každém kroku přichází provozovatel stránek o nějaké návštěvníky. Proto je dobré sledovat úspěch či neúspěch jednotlivých kroků konverzního trychtýře a reagovat na získaná data.

## Měření konverzního poměru
Konverzní poměr se počítá jako počet konverzí vydělený počtem návštěv. (Někdy se počet konverzí dělí počtem zobrazených stránek nebo unikátních IP adres, ale není to běžné.) Počet návštěv se dá zjistit z nějakého počitadla a počet objednávek (konverzí) ze statistik prodejů. To je ale poněkud těžkopádné.
V praxi se často používá konverzní počitadlo, které využívá konverzní stránku. Konverzní stránka je taková stránka (v praxi spíše URL), při jejíž návštěvě je jasné, že uživatel provedl konverzi. Nejčastěji jde o stránku typu „děkujeme za objednávku“, „děkujeme za registraci“ a podobně. Existují dva způsoby, jak počítacímu systému říci, že jde o konverzní stránku:
- buďto je na této stránce speciální měřící HTML kód (tak to dělá například Google Ads)
- nebo provozovatel stránky vyznačí konverzní stránku (URL) ve statistickém systému (tak to funguje např. v Google Analytics)

Počitadlo na konverzní stránce zaznamená konverzi. Některé měřící systémy potom dokážou operativně počítat konverzní poměr, protože znají celkový počet návštěv na celém webu, jako počet konverzí děleno počet návštěv.

## Význam konverzí v měřeních návštěvnosti
Komerčně zaměřené webové stránky mohou mít různé cíle. Jen zcela výjimečně je ovšem takovým cílem návštěvnost. Návštěvnost se relativně snadno měří, a tak je velmi často brána jako hodnocení kvality stránky. Skutečnou komerční kvalitu stránky ale představuje souhrnný zisk. Zisk je prostý součet ceny konverzí.
V praxi je možno sledovat velké množství různých konverzních poměrů. Například lze sledovat, přes která slova lidé přicházejí z vyhledávačů a zda (v jaké míře) objednávají. Získané poznatky se využívají v optimalizaci stránek. Provozovatelé webů, kteří sledují konverze, dosahují velmi dobrých výsledků, protože vědí, co vydělává. Mohou se pak na to soustředit a věci, které nevydělávají, neřešit.